# Інтеркультурна вулиця
Інтеркульту́рна вулиця — вулиця в місті Мелітополь, що перетинає все місто зі сходу на захід. Починається від Бердянського мосту, проходить через центр, шляхопроводом над залізницею, через Новий Мелітополь і переходить в об'їзну, що йде до Південного Переїзду. Східною частиною вулиці проходить автошлях М14 Одеса — Мелітополь — Новоазовськ. Названа російською окупаційною владою як вулиця Катерини Великої.

## Історія
Наприкінці XIX століття вулиця мала назву Торгова і йшла від Бердянського мосту до нинішнього проспекту Богдана Хмельницького.
25 жовтня 1921 року вулиця була перейменована на честь Лева Троцького.
1929 року вулиця вже доходила до залізниці, а продовженням вулиці за залізницю служила Ново-Миколаївська вулиця, названа так на честь села Новомиколаївки, у бік якого вона йшла.
17 червня 1929 року вулиця Троцького та Ново-Миколаївська вулиця були об'єднані та названі на честь Фелікса Дзержинського. У червні 1952 року до вулиці Дзержинського було також віднесено селище Журавльовка.
У 1956 році на розі вулиць Дзержинського та Ворошилова Міськхарчокомбінату було відведено земельну ділянку площею 1,55 га для будівництва пивзаводу.
1961 року по вул. Дзержинського, 384 агрегатному заводу було відведено ділянку площею 1,24 га для будівництва нової школи на 520 місць. Раніше ділянка належала колгоспу ім. Сталіна.
1975 року по вул. Дзержинського, 402 було відкрито 16-те міське відділення зв'язку.
Перейменована на Інтеркультурну 2016 року під час декомунізації в Україні.
7 квітня 2023 року, під час Російського вторгнення в Україну, російська окупаційна влада Мелітополя видала наказ про перейменування вулиці на Катерини Великої.

## Об'єкти
- Завод холодильного машинобудування «РЕФМА»
- Центральний ринок
- Таврійський державний агротехнологічний університет імені Дмитра Моторного
- Верстатобудівний завод ім. 23 Жовтня
- Супермаркет «Амстор»
- Автостанція № 1
- Завод «Гідромаш»
- ПТУ № 37
- База будівельних матеріалів «Новий Двір»
- Школа № 7